# Ptenidium pusillum
Ptenidium pusillum är en skalbaggsart som först beskrevs av Leonard Gyllenhaal 1808.  Ptenidium pusillum ingår i släktet Ptenidium, och familjen fjädervingar. Arten är reproducerande i Sverige.

## Bildgalleri

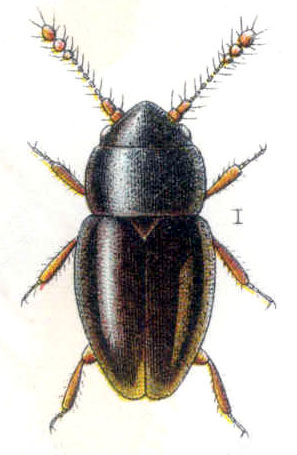